# L’Année littéraire

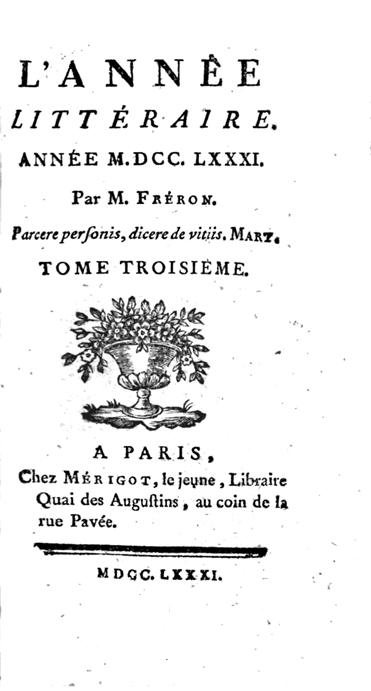
"L’Année littéraire" – wydanie z 1781 roku

L’Année littéraire ("Rocznik literacki") – pismo krytyczno literackie, które założył w 1754 r. krytyk, dziennikarz i pisarz Élie Fréron – znany wróg Woltera. Pismo było dziełem jego życia. Prowadził je do śmierci w 1776 r. Zwalczał na jego łamach radykalne poglądy Encyklopedystów i les Philosophes, broniąc religii i Monarchii. Pismo odniosło sukces i Freron kupił sobie wspaniały dom przy paryskiej rue de Seine.
Po śmierci Frerona pismo wydawał do 1790 roku jego syn Stanislas.